# William Deakin
Sir William Deakin, britanski obveščevalec in zgodovinar, * 1913, † 2005.
Med drugo svetovno vojno je bil član zavezniške vojaške misije pri NOV in POS.
Bil je sodelavec Winstona Churchilla in profesor na Oxfordski univerzi za zgodovino 2. svetovne vojne na področju nekdanje Jugoslavije.

## Odlikovanja in nagrade
Leta 1995 je prejel častni znak svobode Republike Slovenije z naslednjo utemeljitvijo: »ob 50 letnici zmage nad nacifašizmom za zasluge in dejanja v dobro slovenskemu narodu sredi najtežjih časov med drugo svetovno vojno ter za krepitev prijateljstva med Slovenijo in matično državo«.